# Gerényes
Gerényes is een plaats (község) en gemeente in het Hongaarse comitaat Baranya. Gerényes telt 277 inwoners (2001).